# Pireneitega pyrenaea
Espèce
Synonymes
- Coelotes pyrenaeus Simon, 1870
- Coelotes obesus Simon, 1875

Pireneitega pyrenaea est une espèce d'araignées aranéomorphes de la famille des Agelenidae.

## Distribution
Cette espèce est endémique des Pyrénées. Elle se rencontre en France dans les Pyrénées-Orientales, en Espagne dans la province de Gérone et le Nord-Est de la province de Lérida et en Andorre,.

## Description
Le mâle syntype mesure 13,5 mm.
La carapace du mâle décrit par de Blauwe en 1973 mesure 6,7 mm de long sur 5 mm et l'abdomen 7 mm de long sur 4,5 mm et la carapace de la femelle paratype 5,4 mm de long sur 4,8 mm et l'abdomen 8,2 mm de long sur 6,2 mm.
Le mâle mesure 13,7 mm et femelle 13,6 mm.

## Systématique et taxinomie
Cette espèce a été décrite sous le protonyme Coelotes pyrenaeus par Simon en 1870. Elle est placée dans le genre Amaurobius par Kulczyński en 1906, dans le genre Coelotes par Simon en 1937, dans le genre Paracoelotes par Brignoli en 1982 puis dans le genre Pireneitega par Wang et Jäger en 2007.
Coelotes obesus a été placée en synonymie par Simon en 1937.

## Publication originale
- Simon, 1870 : « Aranéides nouveaux ou peu connus du midi de l'Europe. » Mémoires de la Société Royale des sciences de Liège, sér. 2, vol. 3, p. 271-358 (texte intégral).